# デヴィッド・モントゴメリー
デヴィッド・ローレンス・モントゴメリー（David Lawrence Montgomery, 1944年7月28日 - ）は、アメリカ合衆国出身の指揮者、ピアノ奏者。

## 来歴
テキサス州オースティンの生まれ。
ルネ・レイボヴィッツとパウル・バドゥラ＝スコダの薫陶を受け、1969年にリヨンのシェーンベルク・フェスティヴァルでデビューを飾った。同年サンタ・フェ歌劇場の副指揮者となった。その後、オペラ・カンパニー・オブ・ボストンやワーテルロー夏季音楽祭等の指揮者を経て、1993年からコロンビア ピクチャーズと指揮者として契約した。1995年から2000年までイエナ・フィルハーモニー管弦楽団の首席客演指揮者を務め、アルテ・ノヴァなどのレーベルに多くのレコードを残した。